# Picada Café
Picada Café este un oraș în Rio Grande do Sul (RS), Brazilia.